# Inno nazionale (Pakistan)
L'inno nazionale del Pakistan, noto anche col suo incipit Pāk Sarzamīn (lett. "La terra pura"), fu dapprima inno del Dominion del Pakistan per divenire poi inno della Repubblica Islamica del Pakistan indipendente. La musica è opera di Ahmad G. Chagla (1949) mentre i testi furono redatti, in un urdu con forti influssi persiani, pochi anni dopo da Hafeez Jalandhari (1952). L'inno fu trasmesso pubblicamente per la prima volta su Radio Pakistan il 13 agosto 1954, intonato dallo stesso Jalandhari e venne di lì a poco (16 agosto) adottato ufficialmente dal Ministero degl'Interni del Governo del Pakistan.
Poco dopo l'adozione ufficiale, quello stesso anno, il brano venne registrato da undici importanti cantanti pachistani, tra cui Ahmad Rushdi, Kaukab Jahan, Rasheeda Begum, Najam Ara, Naseema Shaheen, Zawar Hussain, Akhtar Abbas, Ghulam Dastagir, Anwar Zaheer e Akhtar Wasi Ali.

## Storia
All'inizio del 1948, A. R. Ghani, un mussulmano del Transvaal in Sudafrica, bandì due premi da cinquemila rupie ciascuno che sarebbero andati al poeta e al compositore del nuovo inno nazionale per il neonato Stato indipendente del Pakistan. I premi vennero pubblicizzati tramite un annuncio che apparve sulla stampa governativa, pubblicato nel giugno 1948. Nel dicembre 1948 il governo del Pakistan istituì il Comitato per l'inno nazionale (National Anthem Committee, NAC) col compito di elaborare la composizione e il testo dell'inno. Dapprincipio, il NAC fu presieduto dal Segretario all'Informazione, Sheikh Muhammad Ikram; tra i suoi membri figuravano numerosi politici, poeti e musicisti, tra cui Abdur Rab Nishtar, Ahmad G. Chagla e Hafeez Jalandhari. La NAC incontrò tuttavia delle difficoltà nel trovare musica e testi adatti allo scopo.
Allorché il presidente indonesiano Sukarno divenne il primo capo di Stato straniero a visitare il Pakistan, il 30 gennaio 1950, non venne suonato alcun inno nazionale pachistano. Nel 1950, l'imminente visita di Stato dello scià dell'Iran rese la questione ancora più urgente, spingendo il governo del Pakistan a chiedere al NAC di presentare un inno di Stato senza ulteriori indugi. Il presidente del NAC, allora ministro federale dell'Istruzione, Fazlur Rahman, incaricò diversi poeti e compositori di redigere i testi, ma nessuna delle opere presentate fu ritenuta idonea. La NAC esaminò inoltre diverse melodie e infine selezionò quella presentata da Ahmed G. Chagla, sottoponendola per l'approvazione formale. Il 21 agosto 1950 il governo del Pakistan adottò la melodia di Chagla come inno nazionale.
L'inno nazionale, ancora senza testo, fu quindi eseguito per la prima volta per un capo di Stato straniero in occasione della visita di Stato dello scià iraniano in Pakistan, ricevuto a Caraci il 1° marzo 1950 da una banda del Pak Bahr'ya, la Marina pachistana.
Successivamente, lo stesso inno venne suonato per il Primo ministro Liaquat Ali Khan durante la sua visita ufficiale negli Stati Uniti il 3 maggio 1950. Venne di nuovo eseguito dinnanzi alla NAC, il 10 agosto 1950. Il riconoscimento ufficiale dell'inno nazionale, tuttavia, giunse solamente nell'agosto del 1954. La NAC distribuì le registrazioni del brano a poeti illustri che, in risposta, scrissero e sottoposero all'attenzione della NAC diverse centinaia di proposte di testi. Alla fine, il testo opera di Hafeez Jalandhari ricevette l'approvazione e il nuovo inno fu trasmesso pubblicamente per la prima volta sulle onde di Radio Pakistan il 13 agosto 1954, intonato dallo stesso Hafeez Jalandhari. L'approvazione ufficiale venne annunciata dal Ministero dell'Informazione e della Radiodiffusione il 16 agosto 1954. Il compositore Ahmed G. Chagla, che morì nel 1953, non fece quindi in tempo ad assistere all'ufficializzazione dell'inno da lui composto. Nel 1955 11 importanti cantanti pachistani si esibirono intonando l'inno; tra di loro: Ahmad Rushdi, Kaukab Jahan, Rasheeda Begum, Najam Ara, Naseema Shaheen, Zawar Hussain, Akhtar Abbas, Ghulam Dastagir, Anwar Zaheer e Akhtar Wasi Ali.
Nel 2021, l’allora ministro degli Interni Fawad Chaudhry annunciò che l’inno nazionale sarebbe stato nuovamente registrato con una migliore qualità. Il progetto venne portato a compimento nel 2022, sotto il governo di Shehbaz Sharif. La nuova registrazione, cui parteciparono 155 cantanti, 48 musicisti e 6 direttori d'orchestra, fu resa pubblica il 14 agosto 2022.

## Testi e melodia

### Musica
L'inno nazionale è l'interpretazione di una composizione in tre strofe, la cui melodia s'ispira alla musica orientale, ma è arrangiata in modo da poter essere facilmente suonata anche da gruppi stranieri.
La musica, composta dal musicista pachistano Ahmad G. Chagla nel 1949, riflette la formazione dell'autore unendo elementi delle musiche orientale e occidentale. Per suonare l'inno nazionale, la cui durata è in genere di circa 80 secondi, vengono tipicamente impiegati ventuno strumenti musicali e trentotto tonalità diverse.

### Testi
Il testo, del 1952 e in alto urdu classico, fu opera del poeta pachistano Hafeez Jalandhari. Le tre strofe non presentano ripetizioni. I testi hanno un vocabolario poetico persiano assai ricercato, mentre il ricorso all'indostano si limita alla posposizione «kā» (in urdu کا‎?).
| Testo urdu                                                                               | Traslitterazione | Trascrizione fonetica | Traduzione |
| ---------------------------------------------------------------------------------------- | --- | --- | --- |
| پاک سرزمین شاد باد کشویر حسین شاد باد تو نشان عزم عالی شام ارض پاکستان مرکزِ یقین شاد باد‎ | Pāk sarzamīn s̱ẖād bād, Kis̱ẖwar-i ḥasīn s̱ẖād bād, Tū nis̱ẖān-i 'azm-i 'ālī s̱ẖān Arẓ-i Pākistān! Markaz-i yaqīn s̱ẖād bād.        | paːk səɾ.zə.miːn ʃaːd baːd ǀ kɪʃ.ʋə.ɾ‿e‿hə.siːn ʃaːd baːd ǀ tuː nɪ.ʃaː.n‿e‿əz.m‿e‿aː.liː‿ʃaːn əɾ.z‿e‿paː.kɪs.taːn ǀ məɾ.kə.z‿e‿jə.qiːn ʃaːd baːd ǁ                           | Sia benedetta la terra pura, lieto sia il regno prodigo, tu, emblema risoluto di sublime grandezza, o Terra del Pakistan! Benedetta sia la cittadella di fede.                                                  |
| پاک سرزمین کا نظام قوت اخوت عوام قوم ملک سلطنت پاینده تبنده باد شاد باد منزلِ مراد‎        | Pāk sarzamīn kā niz̤ām, Quwwat-i Uḵẖuwwat-i 'awām, Qaum, mulk, salt̤anat, Pāyindah tābindah bād! S̱ẖād bād manzil-i murād.       | paːk səɾ.zə.miːn kaː nɪ.zaːm ǀ qʊʋ.ʋə.t‿e‿ʊ.xʊʋ.ʋə.t‿e‿ə.ʋaːm ǀ qɔːm ǀ mʊlk ǀ səl.tə.nət paː.(j)ɪn.daː taː.bɪn.daː baːd ǀ ʃaːd baːd mən.zɪ.l‿e‿mʊ.ɾaːd ǁ                     | L'ordinamento di [questa] terra pura [è sostenuto dal]la saldezza del vincolo fraterno della gente La Nazione, il Paese, lo Stato possano rifulgere sempiterni! Benedetta sia la meta della [nostra] ambizione. |
| پرچم ستاره و هلال رهبر ترقی و کمال ترجمان ماضی شان حال جان استقبال سایۂ خدائے ذوالجلال‎   | Parcam-i sitārah o-hilāl, Rahbar-i taraqqī o-kamāl, Tarjumān-i māẓī, s̱ẖān-i ḥāl Jān-i istiqbāl! Sāyah-yi Ḵẖudā-yi Ẕū l-jalāl. | pəɾ.t͡ʃə.m‿e‿sɪ.taː.ɾaː‿oː‿hɪ.laːl ǀ rɛɦ.bə.ɾ‿e‿tə.ɾəq.qiː‿oː‿kə.maːl ǀ təɾ.d͡ʒʊ.maː.n‿e‿maː.ziː ʃaː.n‿e‿haːl d͡ʒaː.n‿e‿ɪs.təq.baːl ǀ saː.jaː.(j)e‿xʊ.daː.(j)e‿zʊː‿l.d͡ʒə.laːl ǁ | La bandiera della stella e della mezzaluna [ìndica] la strada al progresso e alla perfezione. Dragomanno del passato, orgoglio del presente, ispirazione per il futuro! All'ombra di Dio, l'Eccelso.            |

## Cronologia
- 1947 – Il 14 agosto nasce il nuovo stato del Pakistan.
- 1949 – Il musicista pachistano Ahmad G. Chagla compone la musica per il Qaumī Tarānah (durata: 80 secondi).
- 1950 – La banda della marina pachistana esegue per la prima volta l'inno, senza testo, per un capo di Stato straniero in occasione della visita di Stato dello scià iraniano a Caraci il 1° marzo 1950.
- 1952 – Vengono selezionati tra 723 proposte i versi dal poeta pachistano Hafeez Jullundhri.
- 1954 – Il brano è adottato ufficialmente come inno nazionale e trasmesso per la prima volta su Radio Pakistan il 13 agosto
- 1955 – L'inno è eseguito da 11 cantanti pachistani, tra cui Ahmad Rushdi e Shamim Bano.
- 1996 – L'inno è eseguito per la prima volta con chitarra elettrica dalla rock band pachistana Junoon nel loro album Inqilaab.
- 2009 – Il brano è eseguito per la prima volta come brano acustico strumentale dal musicista pachistano Jehangir Aziz Hayat.
- 2011 – Il 14 agosto, 5857 persone si danno covengno in uno stadio di Caraci per cantare la Qaumī Tarānah, stabilendo un nuovo primato mondiale per il maggior numero di persone radunate per cantare un inno nazionale simultaneamente.[19]
- 2012 – Il 20 ottobre, 70000 persone in uno stadio di Lahaur cantarono il Qaumī Tarānah, stabilendo il primato mondiale per il maggior numero di persone riunite per cantare un inno nazionale contemporaneamente, certificato dal Guinness dei primati.[20]
- 2017 – Il 4 agosto, Coke Studio Pakistan (decima stagione) ha pubblicato una versione dell'inno con diversi interpreti per celebrare i 70 anni del Pakistan.[21][E 1]
- 2022 – L'inno viene registrato nuovamente con strumenti moderni e con una qualità superiore; venne poi pubblicato nel 75º anniversario dell'indipendenza del Pakistan.[E 2][12][22]